# Theo Lieven
Theo Lieven (* 1952 in Mönchengladbach) ist ein deutscher Unternehmensgründer, Mäzen und Marketingprofessor. 

## Leben und Wirken
Theo Lieven ist der Sohn des Autors und Komponisten Theodor Karl Lieven (* 14. März 1902 in Wesel, † 18. Oktober 1983 in Düren). Nach seiner Grundschule besuchte Theo Lieven drei Gymnasien: Von 1962 bis 1964 das Kaiser-Karls-Gymnasium in Aachen, von 1964 bis 1969 das Gymnasium St. Wolfhelm in seinem Heimatort und von 1969 bis 1970 das neusprachliche Clara-Schumann-Gymnasium Dülken, wo er 1970 das Abitur ablegte. 1973 beendete er seine Laufbahn bei der Luftwaffe als Leutnant der Reserve.
Anschließend studierte Lieven Mathematik an der RWTH Aachen. Noch während des Studiums gründete er 1975 zusammen mit seinem Kommilitonen Rainer Fraling die „VERO GmbH“, die 1981 zur „Vobis Data Computer GmbH“ und 1990 zur „VOBIS AG“ umfirmiert wurde, deren Vorstandsvorsitzender er bis 1996 war. Nachdem die Metrotochter Kaufhof bereits 1989 Anteile an Vobis übernommen hatte, verkaufte Lieven 1996 seine restlichen Firmenanteile. Zu diesem Zeitpunkt war die „VOBIS AG“ Europas größter Vertrieb von Personal-Computern mit der eigenen Produktionslinie HIGHSCREEN. Der Absatz belief sich 1996 auf ca. 1,5 Millionen PCs mit einem Gesamtumsatz von ca. 4,3 Milliarden DM. In zehn Ländern Europas befanden sich ca. 1.000 Filialen mit rund 3.000 Mitarbeitern.
In der Folgezeit nahm Lieven das Studium wieder auf, diesmal an der Fernuniversität Hagen, wo er 2005/2006 als Diplom-Kaufmann und Diplom-Volkswirt abschloss.
Im Jahr 2009 wurde er an der Universität St. Gallen über das Thema „Markenpersönlichkeit und Mitarbeiterverhalten in Kundentelefonaten“ promoviert. Die anschließende Habilitation führte 2015 zur Ernennung als Privatdozent und 2017 zum Titularprofessor für Marketing.

## Nebentätigkeiten
Theo Lieven verfolgt einige vielseitige Nebenbeschäftigungen. Er war unter anderem als Buchautor tätig („Unternehmer sein heißt frei sein“, 2000), hat eine Verkehrsflugzeugführerlizenz (ATPL) und war Fluglehrer. Von 1997 bis 2022 war er geschäftsführender Vorstand des Verbandes Neues Unternehmertum in Köln (NUK), der sich mit jährlichen Businessplanwettbewerben der Förderung junger Nachwuchsunternehmer widmet.
Darüber hinaus betätigte sich Lieven in der Vergangenheit bevorzugt als Konzertpianist gemeinsam mit Dirigenten wie Fabio Luisi, Justus Frantz und Zubin Mehta in zahlreichen Musikmetropolen wie Wien, Los Angeles, Santa Barbara, New York und Peking. 1993 gründete er zusammen mit seiner Gattin die „Internationale Klavierstiftung Theo und Petra Lieven zu Hamburg“. Die Stiftung ermöglicht großen Talenten der Klaviermusik den Besuch von Meisterkursen bei berühmten Klavierpädagogen, darunter Leon Fleisher, Alexis Weissenberg, Fou Ts’ong, Andreas Staier, Dmitri Bashkirov, Murray Perahia, Paul Badura-Skoda, Menahem Pressler, Eliso Virsaladze. Zu den Alumni der Stiftung gehören unter anderem die Pianisten Piotr Anderszewski, Ingrid Fliter, Kirill Gerstein, Martin Helmchen, Konstantin Lifschitz, Severin von Eckardstein, Alexei Volodin. Nach der Zeit der Stiftungstätigkeit am Comer See und in Lugano finden die Meisterkurse jetzt im Herzen Wiens statt, zu herausgehobenem Anlass auch im Musikverein. Unterbringung und Meisterkurse sind für die Stipendiaten kostenfrei. Der Stiftung liegt die Idee zugrunde, das Wissen um die Klaviermusik über Generationen zu „vererben“.
Als Kurzzeitaufgabe leitete Lieven von Februar bis Anfang Mai 2002 den damaligen Fußball-Zweitligisten Alemannia Aachen. In turbulenten Zeiten, in denen der Verein vor der Insolvenz stand, brachte er mit seinem kurzfristigen Rücktritt seine Enttäuschung über nicht ausgezahlte Sponsorengelder in Höhe von 50.000 Euro zum Ausdruck, die als Sonderprämie für die Spieler gedacht waren. Voraussetzung für diesen Schritt war nach seinen Angaben die Tatsache, dass der Verbleib in der 2. Bundesliga durch einen Sieg über den Karlsruher SC gesichert war. In der Folgezeit wurde der Verein unter der Führung seines ehemaligen Stellvertreters Horst Heinrichs Pokalvize hinter Werder Bremen und stieg sogar in die 1. Bundesliga auf.
Nach wie vor ist Theo Lieven neben seiner Zeit als zwar emeritierter, jedoch praktizierender Professor an der Universität St. Gallen als Unternehmer im Investmentbereich tätig.

## Ehrungen
- UNICEF-Preis, Como (1998)
- Ehrensenator der RWTH Aachen (2006)[4]